# ستان كوالسكي
ستان كوالسكي (بالإنجليزية: Stan Kowalski)‏ هو مصارع محترف أمريكي، ولد في 13 مايو 1926 في منيابولس في الولايات المتحدة، وتوفي في 20 أكتوبر 2017 بسبب مرض آلزهايمر.

## وصلات خارجية
- ستان كوالسكي على موقع WrestlingData.com (الإنجليزية)
- ستان كوالسكي على موقع CageMatch worker (الإنجليزية)
- ستان كوالسكي على موقع قاعدة بيانات المصارعة على الإنترنت (الإنجليزية)